# 1102 dans les croisades
Cette page regroupe les évènements concernant les Croisades qui sont survenus en 1102 : 
- 24 février : mort de Constantin Ier, seigneur arménien des Montagnes[1].
- 21 avril : prise de Tortose par Raymond de Saint Gilles avec l'aide d'escadres génoises[2].
- 17 mai : seconde bataille de Ramla[2].
- octobre : Daimbert de Pise, patriarche de Jérusalem, est déposé[2].

Le Proche-Orient en 1102.